# Kutia
La kutia o kutya è una pietanza rituale in uso presso i popoli slavi, in particolar modo ucraino, bielorusso, polacco e russo, nonché in Lituania. Viene preparata durante le festività natalizie (sia ortodosse che cattoliche, in quanto ha antichissime origini non legate al cristianesimo), alla vigilia di Сapodanno, Epifania, per le veglie funebri e nei giorni di commemorazione dei defunti.

## Etimologia
La parola kutia sembra provenire dal greco antico κουκκί ("fagiolo") o κόκκος ("grano"). Il grano simboleggia la vita, i semi di papavero e la frutta secca la prosperità, il miele la salute.

## Caratteristiche
La kutia è un porridge piuttosto friabile a base di cereali cotti (principalmente grano od orzo, in chicchi interi o sminuzzati, più raramente miglio, attualmente anche il riso), semi di papavero e miele a cui possono essere aggiunti altri ingredienti a piacere come noci ed altra frutta a guscio, frutta secca e uvetta. 
Per ridurre i tempi di cottura, il grano viene messo a mollo, dopodiché cotto a lungo a fuoco dolce, anticamente in un tegame di creta: nei periodi di magra (per la "kutia povera") nell'acqua, alla vigilia di Capodanno ("kutia ricca") eventualmente nel latte, con un pizzico di sale. I semi di papavero ammollati vengono pestati con lo zucchero fino ad ottenere una massa omogenea. Ai cereali fatti raffreddare e riposare si aggiunge la frutta secca sminuzzata, l'uvetta ammorbidita, i semi di papavero e il miele. Si mescola con cura.
Secondo la tradizione, tra il Natale e il Capodanno la kutia rimanente si conservava davanti alle immagini sacre per onorare la divinità e gli antenati, per il Capodanno veniva cucinata la "kutia ricca" nello stesso tegame con la stessa quantità di grano, e il rituale si ripeteva fino a concludersi con la "kutia povera" dell'Epifania, ossia battesimo di Gesù.